# Benham
Benham är en ort i Harlan County i delstaten Kentucky, USA. År 2000 hade orten 599 invånare. Den har enligt United States Census Bureau en area på 1 km², allt är land.